# Phrynomantis microps
Phrynomantis microps (лат.) — вид земноводных из семейства Узкороты.
Общая длина достигает 3,5—4,4 см, масса 3,5—16,7 г. Наблюдается половой диморфизм — самки крупнее самцов. Отличается от других представителей своего рода наиболее пёстрой окраской тела. Вся верхняя сторона у неё яркого кирпичного цвета с золотисто-зелёным отблеском посередине спины, бока головы и туловища резко выделяются насыщенным чёрным цветом. Брюшная сторона синевато-серая с различными мелкими светлыми пятнами.
Любит луга и открытые саванны, болота, пашни, редколесья, сельскохозяйственные угодья. Активен в сумерках. Чаще встречается после дождей. Не способен прыгать, ползает довольно медленно, но производит впечатление гибкого животного. Ловко пользуется мелкими углублениями, чтобы скрыться, и узкими щелями и скальными трещинами для прохода. Питается термитами.
Спаривание и размножение начинается в конце апреля и продолжается до июня, второй период — с августа до сентября. За один раз самка откладывает до 100 яиц. В течение нескольких суток делает несколько кладок, в которых в целом до 500 яиц.
Вид распространён в Бенине, Буркина-Фасо, Камеруне, Кот-д’Ивуаре, Гане, Мали, Нигерии, Центральноафриканской Республике, Демократической Республике Конго, Сенегале, Сьерра-Леоне, Того.